# 布宜诺斯艾利斯广场忧苦之母堂

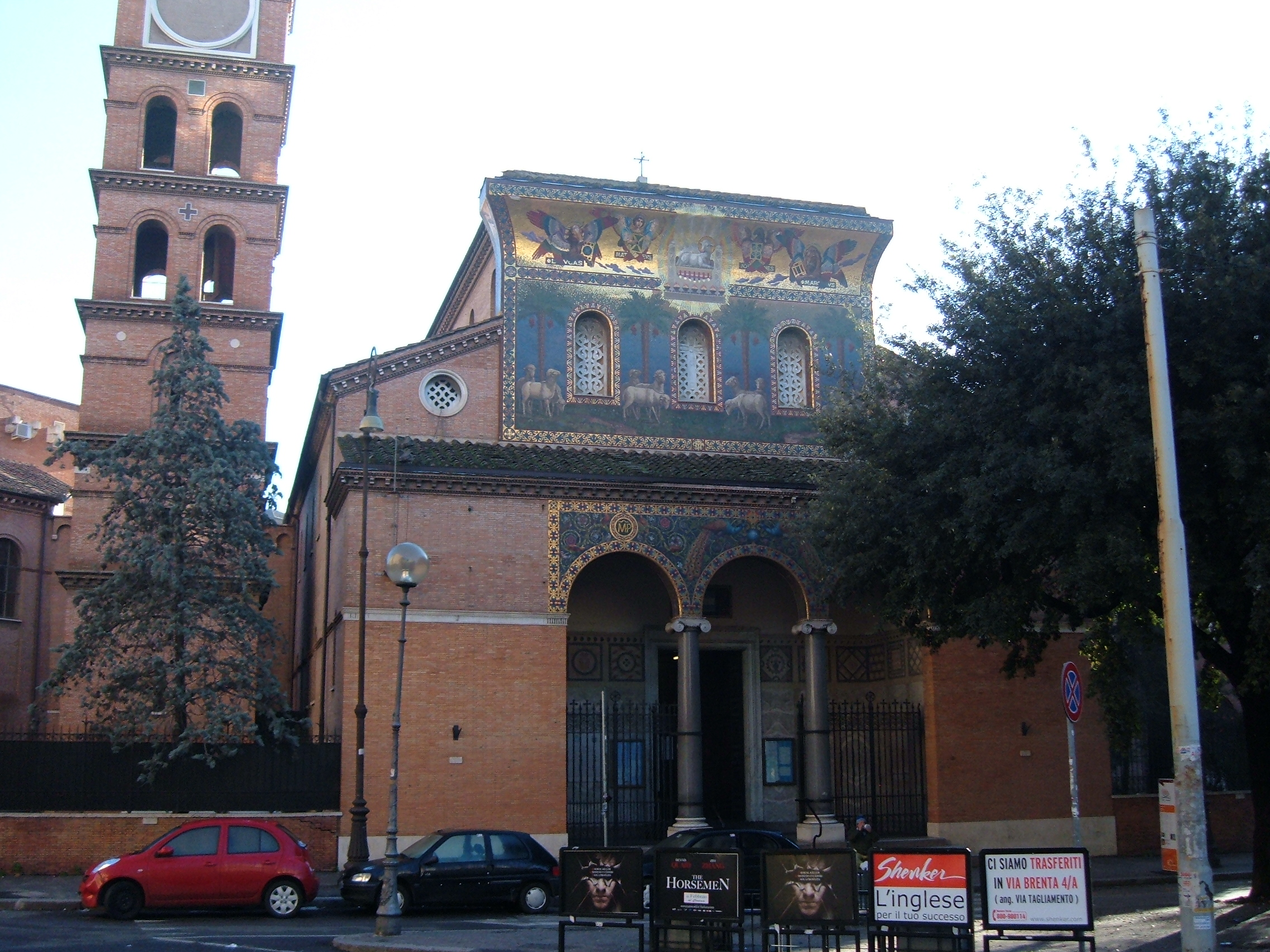
忧苦之母堂

忧苦之母堂（義大利語：Santa Maria Addolorata a Piazza Buenos Aires）是罗马的一座领衔教堂，以及阿根廷的国家教堂。
1910年7月9日，阿根廷獨立一百周年时，加拉爾多主教为该堂奠基，阿根廷总统夫人出席了仪式。1930年该堂完工。
该堂拥有七层的钟楼以及两层的立面，古代基督徒建筑风格。